# De Schakel (Leeuwarden)
De Schakel is een kerkgebouw in de Nederlandse stad Leeuwarden in de provincie Friesland.
Het kerkgebouw in de wijk Camminghaburen werd in 1993 gebouwd naar ontwerp van architectenbureau Anne van der Meer. Een smal raam met gekleurd glas vormt samen met een horizontale dwarsbalk een kruis. In de kerk bevinden zich een aantal kunstwerken. De gebrandschilderde ramen (Pinksteren, Advent, Pasen en Franciscus) zijn gedenktekens van jongeren aan de Gemeenschap van Taizé. Het houten Keltisch kruis is een herinnering aan het eiland Iona.

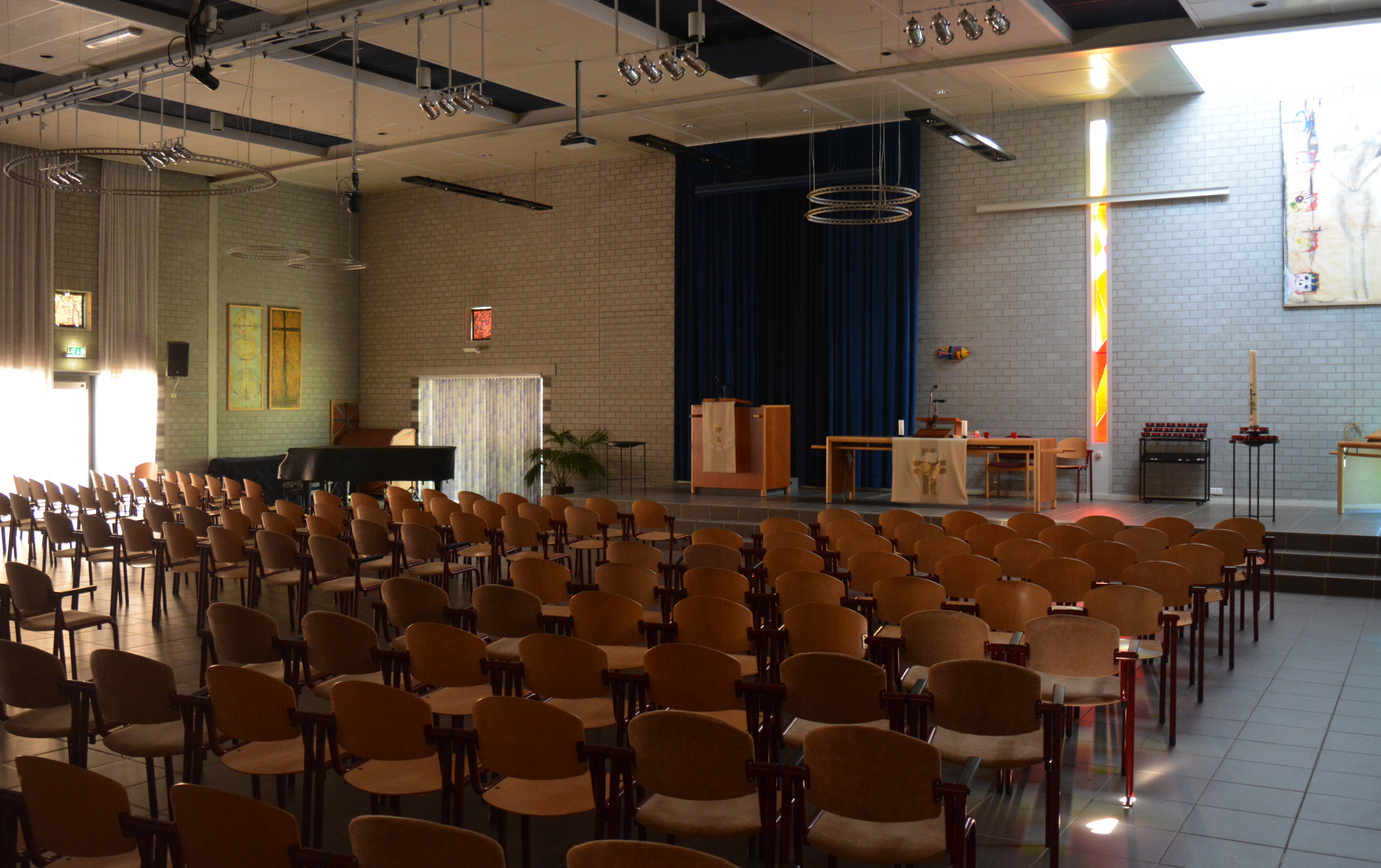
Interieur
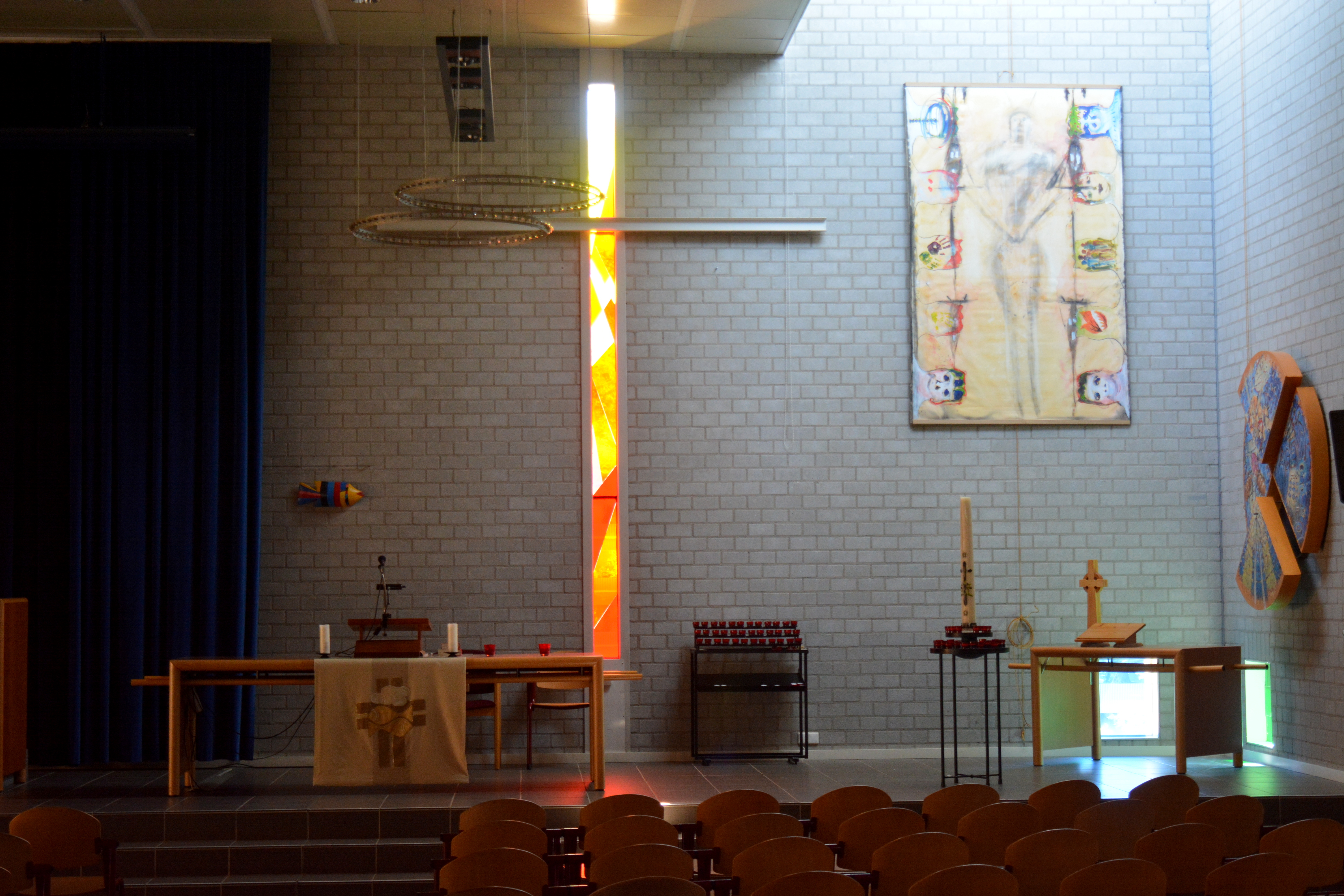
Interieur met kruis